# Enrico Falconcini
Enrico Falconcini (Pescia, 31 agosto 1824 – Roma, 8 marzo 1901) è stato un politico e prefetto italiano.

## Biografia
Fu eletto Deputato del Regno di Sardegna nella VII legislatura e successivamente Deputato del Regno d'Italia nell'VIII legislatura.
Fu Prefetto della provincia di Agrigento nel 1862.

## Opere
- Enrico Falconcini, Cinque mesi di prefettura in Sicilia, Tip. Galileiana di M. Cellini e C, 1863.